# كوهي أوتشيدا (لاعب كرة قدم مواليد 1980)
كوهي أوتشيدا (باليابانية: 内田 耕平) (مواليد 15 أبريل 1980)، هو لاعب كرة قدم سابق كان يلعب كلاعب وسط.